# Хитровщина
Хитровщина — село в Кимовском районе Тульской области России.
В рамках административно-территориального устройства является центром Хитровщинского сельского округа Кимовского района, в рамках организации местного самоуправления входит в сельское поселение Новольвовское.

## География
Село находится на крайнем востоке области, в 17 км к востоку от города Кимовска. Расположено на реке Улыбыш, по которой в этом месте проходит граница с Рязанской областью.

## Население
| 2002 | 2010 |
| ---- | ---- |
| 389  | ↘342 |

## Инфраструктура и достопримечательности

Главное здание усадьбы Хитровщина

В селе находится особняк Измайловых-Толстых. Сохранился двухэтажный главный дом и один из парных флигелей — оба 1827 г., а также Богоявленская церковь 1768 г.
В селе действует Хитровщинская средняя общеобразовательная школа, которая расположена в усадебном доме.
В 2000-х в селе рядом с Богоявленским Храмом находился «Хитровщинский Дом Милосердия».